# Уолпол, Роберт
Ро́берт Уо́лпол, 1-й граф О́рфорд (уст. Вальполь, англ. Robert Walpole; 26 августа [5 сентября] 1676, Хоутон, Норфолк — 18 [29] марта 1745, Сент-Джеймс, Большой Лондон) — британский государственный и политический деятель.
Рыцарь ордена Подвязки и Рыцарь компаньон ордена Бани, наиболее могущественная фигура в британской политической жизни 1720-х и 1730-х годов. Отец писателя и родоначальника «готического» романа Хораса Уолпола. Первые короли Ганноверского дома нашли в Уолполе верную опору. Он избегал впутывать страну в европейские войны и берёг военные и экономические силы для отражения возможных якобитских вторжений.
В 1721 году он стал первым лордом казначейства, а с 1730 года, после ухода в отставку лорда Таунсенда, оставался главой правительства вплоть до 1742 года. Он возглавлял правительство дольше, чем кто-либо в истории Великобритании, и считается первым британским премьер-министром. Этот термин тогда ещё не использовался, но Уолпол имел влияние на кабинет, аналогичное позднейшим премьерам.

## Ранние годы
Уолпол родился в имении Хоутон-холл в семье полковника. Учился в Итоне и Кембридже. После смерти отца унаследовал место в палате общин от одного из гнилых местечек, которое сохранял на протяжении сорока лет. На протяжении всей карьеры сохранял верность партии вигов, сплотил вокруг себя кружок литераторов — приверженцев Ганноверского дома (Kit-Cat Club), ставший прообразом последующих политических клубов Европы.
Как политик выдвинулся в годы Войны за испанское наследство, сначала по флотскому ведомству. В феврале 1708 года назначен военным министром, в 1710 году — казначеем флота. После прихода к власти тори в 1711 году отстранён от ведения дел, по наущению виконта Болингброка осуждён за мздоимство и заточён в Тауэре. После выхода на свободу вступил в борьбу с Болингброком за верховенство в политической жизни страны.

## Путь к власти
Приход к власти Ганноверского дома в лице Георга I (1714) означал возвращение монаршей милости к проганноверски настроенным политикам, в том числе и к Уолполу. Он возглавил тайный комитет, расследовавший обвинения Болингброка и других лидеров тори в государственной измене. В 1715 году получил назначение первым лордом казначейства.
В 1716—1717 годах Уолпол со своим зятем, 2-м виконтом Таунсендом, вступил в столкновение по внешнеполитическим вопросам с партией графа Сандерленда. Первые настаивали на сохранении нейтралитета в отношении континентальных конфликтов, вторые требовали вооружённой защиты владений короля в Ганновере.
Уолпол и Таунсенд покинули кабинет и перешли в оппозицию. Своими покровителями они избрали «молодой двор» — принца Уэльского и его супругу, Каролину Ансбахскую. При посредничестве Уолпола в 1720 году состоялось примирение принца с королём. С этого момента Уолпол стал всевластен.

## Первый министр
Первая проблема, с которой пришлось столкнуться Уолполу в качестве «премьер-министра» (сам он не одобрял этот неофициальный в то время термин, видя в нём насмешку), — крах финансовой пирамиды, известной как компания Южных морей. Уолпол и сам обогатился, участвуя в её деятельности. Чтобы унять гнев потерявших сбережения, он отстранил от дел главу казначейства и сам занял этот пост.
В начале 1720-х годов сторонники Ганноверского дома образовали своего рода триумвират: место умершего графа Сандерленда занял Джон Картерет, Уолпол руководил министерством финансов (в качестве канцлера казначейства в 1721—1742 годах), Таунсенд ведал внешней политикой (в качестве государственного секретаря). В 1724 году Уолполу удалось удалить Картерета в Ирландию, в 1730 году он добился отставки Таунсенда, обретя таким образом всю полноту власти.
Государственная политика Уолпола зиждилась на двух китах — низкое налогообложение во внутренней политике и избегание войн в политике внешней. Эти цели вполне отвечали чаяниям влиятельного слоя сельских сквайров, но вызывали недовольство крупных землевладельцев, требовавших приращения колониальных владений с оружием в руках.
Как отмечал Егор Холмогоров:

Одним из наиболее значительных вкладов Ха-Джун Чанга в понимание нами экономической истории является переоценка им фигуры Роберта Уолпола, как подлинного создателя британского экономического могущества... Необычайно долгий срок правления при том, что в английской литературе о нем сплошь отрицательные отзывы. Да и в учебниках обычно то же... Уолпол был прежде всего не коррупционером, а архитектором жесткой промышленной политики.

## Оппозиция
За годы правления Уолпола тори были выдавлены из политической жизни, а их лидер Болингброк, признав поражение, в 1735 году уехал за границу. Вместе с тем стан вигов разделился на целый ряд враждующих партий. В политике господствовала система патроната: каждый крупный сановник стремился выдвинуть на первые места своих молодых родственников и протеже.
Отсюда обвинения в коррупции и разложении государственного аппарата, которые выдвигали против Уолпола его противники всех мастей. В печати регулярно появлялись памфлеты, пьесы и стихотворные послания, высмеивающие мздолюбие первого министра. Некоторые из них принадлежали перу таких крупных фигур, как Джонатан Свифт, Генри Филдинг и Александр Поуп; особенное возмущение вызывала борьба правительства с вольницей на театральных подмостках. Пристанищем всех недовольных уолполовским правлением стало издание The Craftsman.
Противники Уолпола объясняли его нежелание воевать с французами если не подкупом, то природной пассивностью. Его приверженность к мирной внешней политике обусловила нейтралитет Британии в Войне за польское наследство. Конфликт с испанцами вокруг Гибралтара также удалось уладить мирным путём.

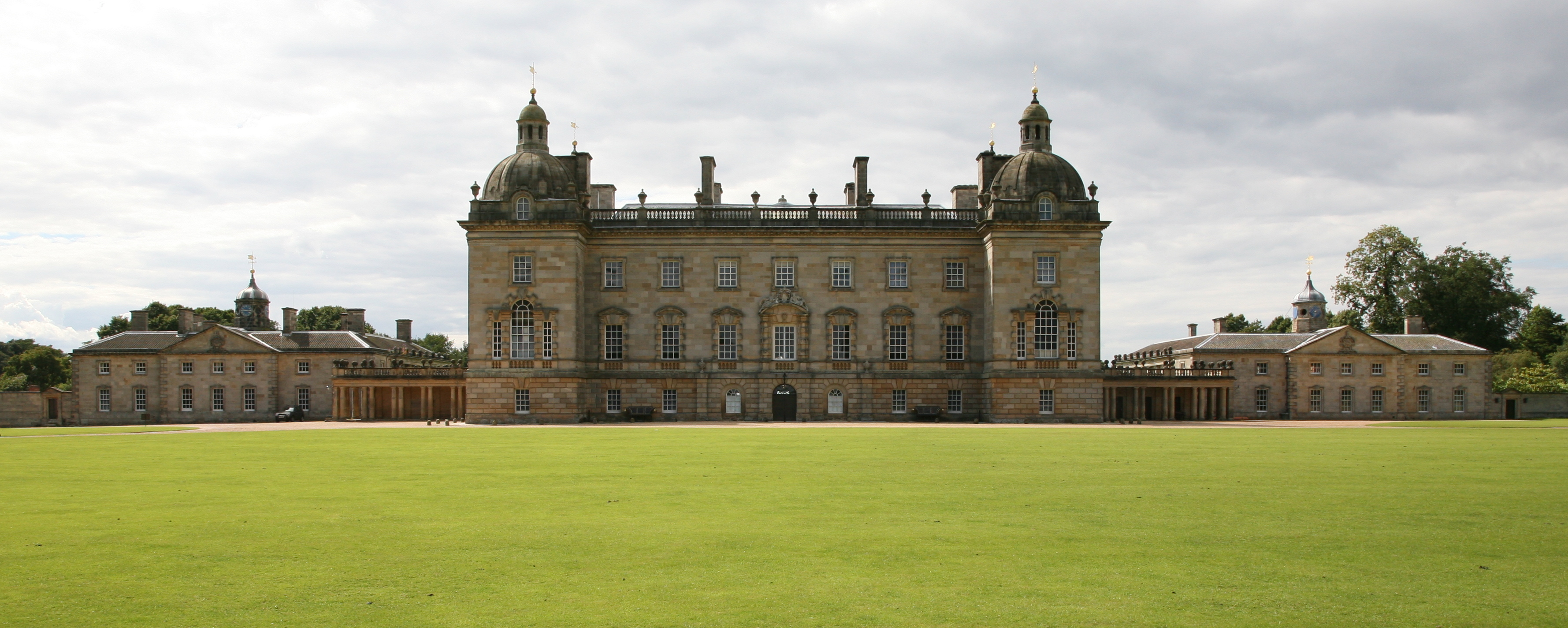
Загородное поместье Уолпола — Хоутон-холл

В 1733 году Уолпол вынужден был уступить давлению негоциантов и отменить введённые им акцизы на вино и табак. В 1739 году под давлением плантаторов он неохотно объявил войну испанцам. Выборы 1734 года отразили падение его популярности. Молодые аристократы (такие, как Уильям Питт), предвидя скорое падение Уолпола, искали покровительства его противников и группировались вокруг молодого принца Уэльского.

## Отставка
В феврале 1742 года противникам Уолпола удалось наконец добиться его отставки. Он получил титул графа Орфорда и солидную пенсию, но не смог помешать палате общин инициировать расследование связанных с его именем злоупотреблений. Престарелый министр удалился в своё имение Хоутон-холл, откуда продолжал давать советы королю и влиять на государственные дела через своего ставленника Генри Пелэма (занимавшего пост премьер-министра).

## Хоутонская коллекция

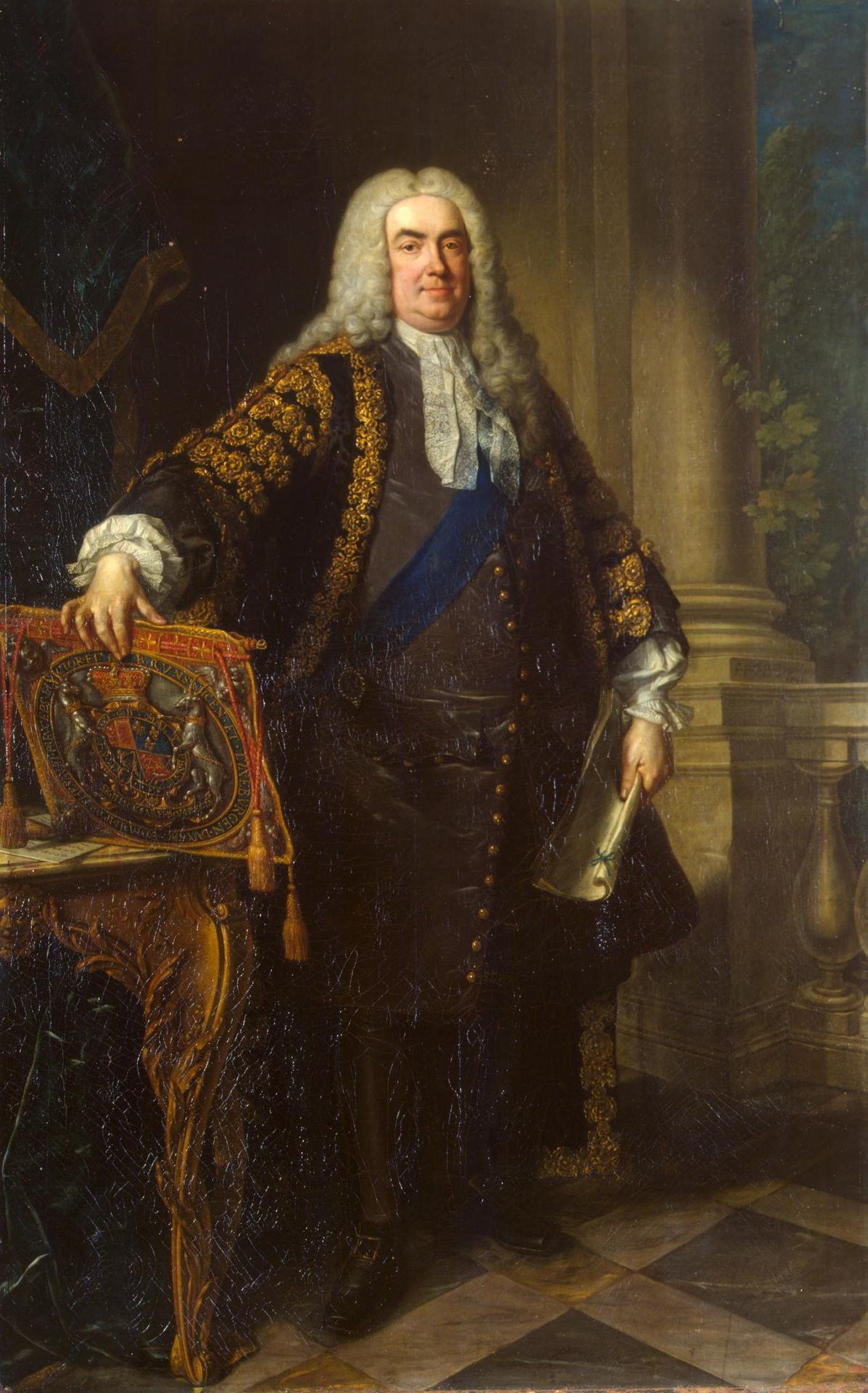
Ж. Б. Ван Лоо. Портрет сэра Роберта Уолпола. 1740
Эрмитаж, Санкт-Петербург

Своё огромное состояние Роберт Уолпол тратил на приобретение произведений искусства. Он был одним из крупнейших европейских коллекционеров живописи. Состав его собрания отражал вкусы английских коллекционеров XVIII века: жанровые сцены, мифологические и библейские сюжеты, портреты известных особ. Вначале коллекция находилась в разных лондонских домах британского премьер-министра, включая официальную резиденцию на Даунинг-стрит, в домах в Челси и Вестминстере. Затем все произведения были перевезены в Хоутон-холл (Норфолк, Восточная Англия). Его картинную галерею называли «самым прославленным художественным собранием в Англии», она включала произведения Веронезе, Рубенса, Рембрандта, Ван Дейка, Халса, Веласкеса и других художников.
Младший сын Роберта Уолпола, писатель Хорас Уолпол (1717—1797), считал делом чести сохранить коллекцию отца, в 1752 году он издал каталог собрания, снабдив его пространными комментариями. Но несмотря на противодействие младшего сына Орэйса, художественное собрание Хоутон-холла было продано в 1779 году внуком Джорджем, третьим графом Орфордом, российской императрице Екатерине II для картинной галереи Эрмитажа в Санкт-Петербурге.
Роковую роль в судьбе коллекции сыграло тяжелое финансовое положение наследников, обремененный долгами внук, растратив состояние, предложил галерею для продажи. Русский посланник в Лондоне А. С. Мусин-Пушкин, сообщая об этом императрице, писал: «Министр использовал все возможности своего длительного правления, чтобы сделать её [галерею] столь же прекрасной, сколько полной. Его внук лорд Орфорд берет на себя смелость принести ее полностью или частично к ногам Вашего императорского величества. Она достойна, по мнению всех знатоков, принадлежать самому великому из государей».
В феврале 1779 года последовал высочайший указ Екатерины II о покупке собрания. 204 картины (собственно вся коллекция, за исключением семейных портретов и скульптуры) были проданы за сумму в 40 555 фунтов стерлингов. Упакованные в ящики, картины прибыли в Петербург осенью 1779 года «на двух наилучших кораблях» под охраной фрегата.
С собранием Уолпола в Императорскую картинную галерею Эрмитажа влились значительные, произведения мастеров XVII столетия. Из произведений фламандской школы: «Пир у Симона фарисея», «Пейзаж с возчиками камней» и эскизы триумфальных арок Рубенса, «Мадонна с куропатками» и все «английские» портреты Ван Дейка, четыре «Лавки» и «Птичий концерт» Снейдерса, «Семейный портрет» Йорданса, «Кухня» Давида Тенирса Младшего. Из итальянских художников: «Спор отцов церкви» Гвидо Рени, «Блудный сын», «Демокрит и Протагор», «Мужской портрет» Сальватора Розы, «Сон юного Вакха», «Суд Париса» и «Кузница Вулкана» Луки Джордано. Для полотен Карло Маратти в Хоутон-холле был отведен отдельный зал, где почётное место занимал «Портрет папы Климента IX». Из картин испанских живописцев в собрании были «Непорочное зачатие» и «Распятие Христа» Мурильо, французский раздел пополнился пейзажами Клода Лоррена и картинами Никола Пуссена, в том числе «Святым семейством со святой Елизаветой и Иоанном Крестителем», а раздел искусства Голландии — шедевром Рембрандта «Жертвоприношение Авраама». Наряду с картинами прославленных европейских мастеров, собрание Уолпола включало произведения английских художников, дающие представление об истоках и становлении национальной школы живописи: портреты скульптора Гринлинга Гиббонса и философа Джона Локка работы Годфри Неллера. Собрание Уолпола было самой крупной, но не единственной коллекцией, купленной в Англии, где были также приобретены собрания Уднея и Блэквуда.
«Хоутонская коллекция» стала крупнейшей культурной потерей Великобритании, но она оказалась одним из важных приобретений в процессе формирования картинной галереи императорского Эрмитажа после покупки коллекций Иоганна Эрнста Гоцковского графа графа Генриха фон Брюля, барона Пьера Кроза. Сделка была заключена при посредничестве Джеймса Кристи, основателя существующего до настоящего времени аукционного дома «Кристис». В Британии раздавались протесты, многие надеялись, что сделку аннулируют, но было слишком поздно. Ирония судьбы заключалась в том, что десять лет спустя, в 1789 году, в здании Хоутон-холла случился пожар: если бы картины остались там, то они бы погибли.
В настоящее время в петербургском Эрмитаже хранятся 126 живописных полотен из коллекции Уолпола. 15 картин находятся в музеях Москвы, 21 — в различных музеях России и Украины. Не вся коллекция сохранилась. Некоторые работы были проданы в 1850-е годы при Николае I, который лично проводил реорганизацию Картинной галереи и изыскивал средства для покупки новых произведений искусства. В 1920-е годы, при советской власти, картины «перераспределяли» по разным музеям.
Шесть картин проданы советским правительством за границу. «Портрет папы Иннокентия X», шедевр работы Веласкеса, «Портрет молодого человека» Франса Халса в 1931—1937 годах были проданы американскому банкиру, промышленнику и коллекционеру Эндрю Меллону за твёрдую валюту и сейчас находятся в Национальной галерее в Вашингтоне. Часть картин, находившихся в музеях петербургских пригородов, пропала во время немецкой оккупации в годы Великой Отечественной войны, другие погибли в Ленинграде во время блокады и в эвакуации. Судьба тридцати шести полотен до настоящего времени неизвестна. Портрет Георга I работы Г. Неллера и Дж. Вуттона, находившийся во дворце в Гатчине и числившийся среди пропавших, в 2002 году возвращён России немецким правительством.
В 2002 году в Сомерсет-хаус в центре Лондона состоялась первая выставка картин бывшей коллекции: «Шедевры живописи из коллекции Уолпола в собрании Эрмитажа». Выставка «Возвращение в Хоутон-холл» состоялась в ноябре 2013 года в Хоутон-Холле в Норфолке. На выставке было представлено семьдесят картин в восстановленных интерьерах усадебного дома, построенного в палладианском стиле по проекту ведущих английских архитекторов Колина Кэмпбелла и Джеймса Гиббса.